# Messak Settafet

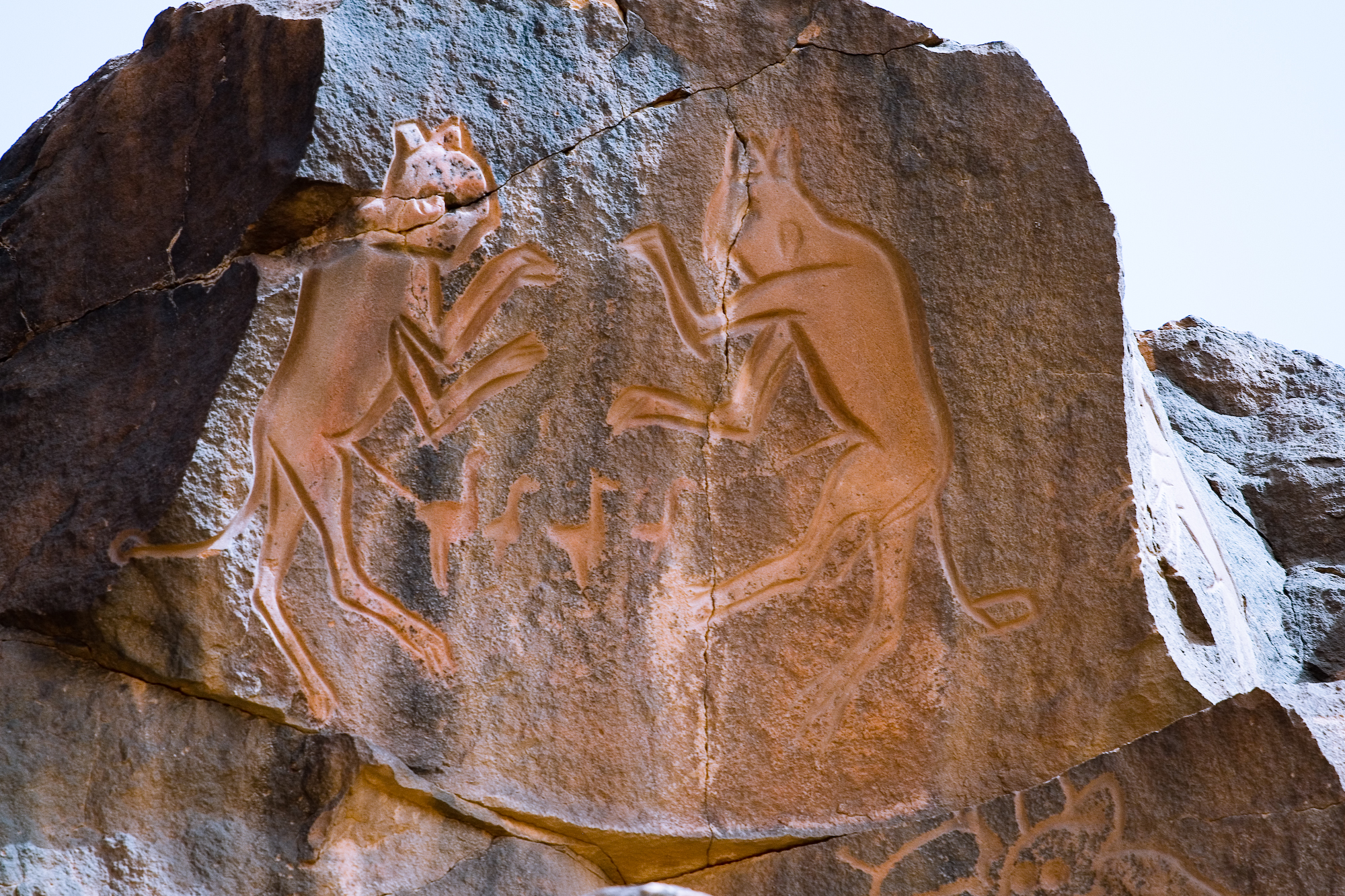
Meerkatze aus dem Wadi Methkandoush

Das Messak Settafet (auch Amsach Settafed genannt) und "Messak Mellet" – der schwarze und der weiße Messak – ist ein Hochplateau im Südwesten des libyschen Fessan. Verschiedene Reiseagenturen veranstalten dorthin Kamelreisen. 
Heinrich Barth war der erste Europäer, der die Hochfläche im Jahre 1850 von Osten nach Westen durchquerte und dabei die ersten Felsbilder dieser Region im Bereich des Wadi Mathendous entdeckte und beschrieb.
Das Hochplateau weist neben einer vielfältigen Pflanzen- und Tierwelt auch prähistorische Felsbilder und Felsgravierungen auf. Heute sind die trockenen Gebirge unbewohnt. Tausende Felsbilder und Artefakte weisen aber auf frühere Besiedlung und entsprechendes Klima hin. Die Felsbilder umfassen die 5 Perioden der Bilderstile der Sahara: Bubalus-, Rundkopf-, Rinder-, Pferde- und Kamelzeit.